# Hamburg-Lurup
Hamburg-Lurup is een onderdeel (Stadtteil) van het district (Bezirk) Hamburg-Altona in de Duitse stad Hamburg.
In het noordwesten paalt Lurup aan de Sleeswijk-Holsteinse gemeenten Schenefeld en Halstenbek, en verder aan de Hamburgse stadsdelen Eidelstedt in het noordoosten, Osdorf in het zuidwesten en Bahrenfeld in het zuidoosten.

## Geschiedenis

### Het begin
In een document uit 1746 is voor het eerst sprake van een bewoner uit het latere Lurup: Franz Hinrich Lüders verwierf een vestigingsplaats op de Schenefelder Heide bij de hoofdweg van Ottensen naar Schenefeld. Volgens de overlevering zou zich hier een herberg met de naam "Luur Up" ( Nederduits voor "opwachten" of "op de loer staan" ) bevonden hebben. Een andere verklaring verwijst naar het verloop van de weg die vanuit Bahrenfeld geleidelijk stijgt: "Lau Rup" ( Nederduits voor "licht bergop" ). Op een kaart van het landgoed Pinneberg uit 1789 is reeds een dorp "Luhrup" getekend, gelegen in de parochie Nienstedten.
In 1908 wordt Lurup vermeld in de Topographie des Herzogtums Holstein (topografie van het hertogdom Holstein) met een oppervlakte van 266 ha - waarvan 203 ha akkerland, wei- en hooiland - en 377 inwoners in 45 woningen.
Tot de fusie met Altona in 1927 was landbouwer Klaus Eckhoff burgemeester.
Vanaf begin 20e eeuw huurden verscheidene burgers uit Altona hier volkstuintjes. Een van de grotere landbouwbedrijven was eigendom van een inwoner van Altona-Ottensen.

### 1927-1945
Toen de Pinnebergse gemeente Lurup in 1927 door de Groot-Altona-wet bij Altona werd gevoegd, was het niet meer dan een straatdorp met ongeveer 950 inwoners: een verzameling eenvoudige huizen zonder herkenbaar centrum,  met voornamelijk landbouwactiviteiten (in het bijzonder melkvee) en enkele grindgroeven. In 1928 is sprake van een schrijnwerkerij en een schildersbedrijf.
Er bestond een Nieuw-Apostolische gemeente met 250 leden die vermoedelijk ook uit buurgemeenten kwamen.
Lurup was in die tijd nog een afgelegen dorp. Tot in 1926 de buslijn van Altona naar Schenefeld Lurup aandeed, kon men slecht langs een voetweg in anderhalf uur Altona bereiken.
In het stadsontwikkelingsplan voor Altona en andere Pruisische gebieden rond Hamburg, van Gustav Oelsner, werd Lurup als woongebied voor individuele woningen voorzien. Voor industriële ontwikkeling gaf men immers de voorkeur aan de plaatsen die door het spoor waren ontsloten, zoals Bahrenfeld en Eidelstedt.
Op het hoogtepunt van de Grote Depressie ontstond langs de veldwegen ( zoals de huidige Elbgaustrasse, Farnhornweg, Lüttkamp,... ) een voorstadswijk waar werkloze en kinderrijke arbeidersfamilies uit de dichtbevolkte wijken van Altona kleine gelijkvloerse huisjes kwamen oprichten. Door de stedenbouwkundige dienst werden kosteloos bouwplannen ter beschikking gesteld waarin een woonoppervlakte van 52m² en een moestuin van 700 m² als basisplan werd voorzien. De eerste 51 koppelwoningen werden eind 1932 betrokken. Wegens de gebruikte bouwmaterialen (waaronder verpakkingsafval van de visindustrie) werden dergelijke wijken in de volksmond "Fischkistendorfer"  genoemd, hoewel ondanks de minderwaardige materialen de meeste huizen behoorlijk stevig bleken en van elektriciteit en stromend water waren voorzien.
Op 1 april 1938 werd Lurup door de Groot-Hamburg-wet een stadsdeel van Hamburg.
Het eerder ontstane vliegveld werd tot luchtmachtbasis omgevormd.

### Concentratiekamp Eidelstedt
Op 27 september 1944 werd in een bestaand barakkenkamp aan de Friedrichshulder Weg, het buitenkamp Hamburg-Eidelstedt van het concentratiekamp Neuengamme ingericht, waar Oost-Europese dwangarbeidsters werden ondergebracht, onder andere 500 Hongaarse en Tsjechische jodinnen. Zij werden in bedrijven in Eidelstedt ingezet en door de stad Hamburg tewerkgesteld voor bouw- en opruimingswerken. Wegens de oprukkende Britse troepen werden de 469 overlevenden op 4 april 1945 tot een dodenmars naar Bergen-Belsen gedwongen.

### Na 1945
Na de oorlog bleef de verlaten luchtmachtbasis ongebruikt. Ook de in 1955/56 opgerichte luchtmacht van de Bondsrepubliek was niet geïnteresseerd omdat hij te klein was en te dicht bij de luchthaven Fuhlsbüttel lag. Dat bleek uiteindelijk een goede zaak, omdat hierdoor de stad Hamburg een geschikt terrein voor de vestiging van DESY (Deutsche Elektronen-Synchrotron) ter beschikking had.

## Economie en infrastructuur
In Lurup zijn naast Hermes Schleifmittel als enig groot bedrijf, slechts kleine ambachtelijke bedrijven, kleinhandel en enkele supermarkten en bouwmarkten actief.
Er lopen geen spoorwegen of autowegen door Lurup. Wel kruist de vierbaansweg van Bahrenfeld naar Schenefeld er de -eveneens vierbaanse- Ring 3, de buitenste van de Hamburgse ringwegen.
Het openbaar vervoer bestaat hoofdzakelijk uit bussen naar het S-Bahn-station Elbgaustrasse. Van 1955 tot 1973 was Lurup wel met lijnen 1 en 11 aan het Hamburgse tramnet aangesloten.